# Anne Le Cointre de Saint-Bernard
Pour les articles homonymes, voir Lecointre.
Anne Lecointre, Le Cointre, LeCointre ou le Cointre dite de Saint-Bernard, est une religieuse de l’ordre des Augustines de la Miséricorde de Jésus. Née à Rouen en 1611, elle a prononcé ses vœux solennels de religion le 6 août 1628 au monastère de Dieppe, et elle est morte à Québec le 5 août 1679. Elle est l’une des trois religieuses hospitalières du monastère de Dieppe qui ont fondé en 1639 l’Hôtel-Dieu du Précieux Sang (mieux connu sous le nom de Hôtel-Dieu de Québec),,,.

## Vie
Les mères Anne Le Cointre de Saint-Bernard, 28 ans, Marie Forestier de Saint-Bonaventure-de-Jésus, 22 ans, et Marie Guenet de Saint-Ignace, 29 ans— qui deviendra la première supérieure de l’Hôtel-Dieu de Québec — quittent Dieppe le 4 mai 1639. Après une traversée très difficile de trois mois à bord du vaisseau amiral Saint-Joseph, commandé par le capitaine Jacob Bontemps, elles doivent débarquer, le 31 juillet, à l’Île d'Orléans, en face de Québec, en raison d’une marée et d’un vent défavorables. Elles y passent la nuit sous la tente et, aux premières heures du lendemain matin, 1er août, le gouverneur de la Nouvelle-France, Charles Huault de Montmagny, y dépêche une « chaloupe pavoisée » pour les amener dans la capitale, où elles sont accueillies par les acclamations des notables et du peuple, et saluées par « plusieurs décharges de canon »,,.
Lors des élections de la petite communauté des Augustines du monastère-hôpital Hôtel-Dieu, en présence du Père Jérôme Lalemant, mère Anne Le Cointre est élue hospitalière de l’Hôtel-Dieu en mai 1649 et réélue à cette fonction en mai 1651. Elle est élue assistante de la supérieure de la communauté en 1672 et discrette en 1676,.
L’historien Henri-Raymond Casgrain décrit ainsi la mère de Saint-Bernard :

« La mère de Saint-Bernard offrait, par son caractère, un parfait contraste avec la mère de Saint-Ignace : c'était la douce et craintive colombe près de l'aigle intrépide. Esprit moins élevé, mais non moins généreux, atteignant à l'héroïsme par des voies différentes, d'un vol moins brûlant, moins rapide, mais tout aussi constant. C'était une âme tout intérieure, contemplative, éprise de cette vie cachée en Dieu, que l'écriture a peinte sous l'image riante de la tourterelle, qui va, loin du bruit, cacher son nid dans les trous de la pierre, parmi les ruines de la muraille, sur laquelle la mousse et le lierre répandent un voile discret d'ombre et de verdure. Cette heureuse harmonie de force et de grâce, de grandeur et de suavité, entre le caractère des deux fondatrices qui se complétaient ainsi l'une par l'autre, ne pouvait mieux convenir à une œuvre naissante. Elle témoignait de la sagesse et du discernement de celles qui en avaient fait le choix. »

Le 5 août 1679, Marie Le Cointre de Saint-Bernard meurt « d’une fièvre violente âgée de 68 ans, elle avoit parfaitement rempli sa carrière, c'étoit une des trois premières Religieufes venues de France pour fonder cette Maison, où elle travailla 40 ans avec un grand zéle & des fatigues incroyables à notre établissement; elle étoit admirable dans les vertus propres de notre Institut, & par lesquelles nos Constitutions veulent que l'on nous reconnoisse, la douceur, l'humilité, la charité, la paix ; c'étoit là son veritable caractère, & ce qui est toujours fort effimable, fort utile dans les Communautés, aussi étoit-elle fort aimmée, & elle fut bien regrettée ».